# Суини, Джулия
Джулия Энн Суи́ни (англ. Julia Anne Sweeney; род. 10 октября 1959, Спокан, Вашингтон) — американская актриса, комедиантка, режиссёр, сценарист и певица. Наиболее известна как участница музыкально-юмористической телепрограммы «Субботним вечером в прямом эфире» в 1990—1994 годах.

## Биография
Суини родилась и выросла в Спокане, штат Вашингтон, старшая из пяти детей в семье Роберта Марка Суини и Джеральдин «Джери» Суини (урожденная Айверс).. Её отец был адвокатом и федеральным прокурором, а мать — домохозяйкой. Суини окончила Вашингтонский университет с двойной специализацией в области экономики и европейской истории. После завершения учёбы она переехала в Лос-Анджелес, где работала бухгалтером в компаниях «Columbia Pictures» и «United Artists».
В 1988 году, ещё работая бухгалтером, Суини записался на занятия в импровизационную комедийную труппу, где её заметил продюсер шоу «Субботним вечером в прямом эфире» Лорн Майклз, и предложил ей место в качестве одного из ведущих персонажей. Суини снималась в шоу в течение четырёх сезонов с 1990 по 1994 год, после чего выступала с моноспектаклем «Господь сказал — ха!» в Сан-Франциско и на Бродвее, в котором рассказывала о трудном времени в её жизни, когда её брат боролся с раком, и у неё также была диагностирована редкая форма рак. В 1998 году Квентином Тарантино был снят одноимённый кинофильм, который достаточно хорошо был принят критиками. В последующие годы актриса создала ещё четыре моноспектакля, речь в которых шла о усыновлении её дочери из Китая, католическом воспитании и высмеивании современной политики и религии.
Впервые на большом экране Суини появилась в 1989 году в фильме «Трудные времена на планете Земля», после чего у неё были роли в таких фильмах как «Гремлины 2: Новенькая партия» (1990), «Дорогая, я увеличил ребёнка» (1992), «Криминальное чтиво» (1994), «Стюарт Литтл» (1999) и ряде других.

## Личная жизнь
В 1989—1994 года Суини была замужем за актёром Стивеном Хиббертом.
С 3 мая 2008 года Суини замужем за учёным Майклом Блумом. У супругов есть приёмная дочь из Китая — Тара Мулан Блум (род. 2000).

## Избранная фильмография
| Год       |    | Русское название                 | Оригинальное название | Роль             |
| --------- | -- | -------------------------------- | --------------------- | ---------------- |
| 1990—1994 | тш | Субботним вечером в прямом эфире | Saturday Night Live   | разные персонажи |
| 1994      | ф  | Криминальное чтиво               | Pulp Fiction          | Ракель           |
| 2000      | ф  | Бетховен 3                       | Beethoven's 3rd       | Бет Ньютон       |
| 2001      | ф  | Бетховен 4                       | Beethoven's 4th       | Бет Ньютон       |